# Žabjek v Podbočju
Žabjek v Podbočju este o localitate din comuna Krško, Slovenia, cu o populație de 53 de locuitori.